# Cancioneiro de Palácio

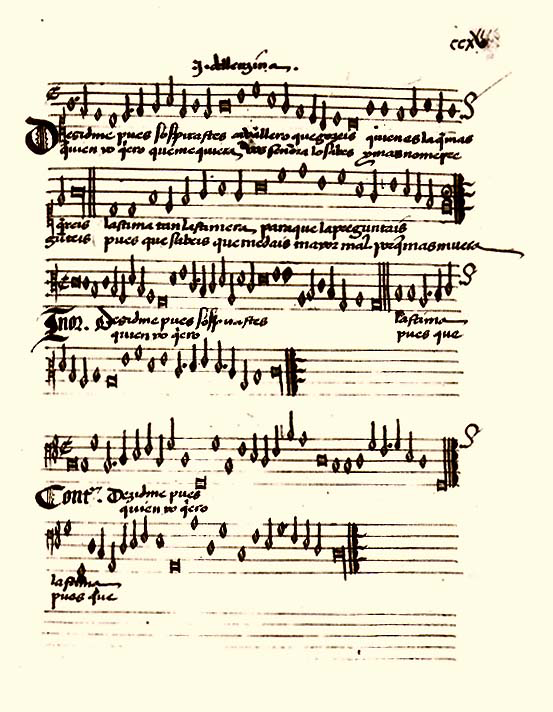
Página do Cancioneiro de Palácio

O Cancioneiro de Palácio (Madrid, Real Biblioteca, MS II - 1335), também conhecido por Cancioneiro musical de Palácio (CMP) ou ainda Cancioneiro de Barbieri, é um manuscrito espanhol de música renascentista, obras compiladas durante um período de cerca quarenta anos, desde o último terço do século XV até ao início do século XVI, coincidindo aproximadamente com o reinado dos Reis Católicos.